# 文大才
文大才（15世紀—16世紀），字希周，湖廣黃州府蘄州廣濟縣人，明朝政治人物。

## 生平
文大才是文天祥兄長文天禎的十世孫，九歲成諸生，父親早逝，孝順侍奉母親方氏、祖母董氏；嘉靖十年（1531年）中舉人，次年（1532年）會試中副榜，署任職泰和教諭，改官上海教諭、封丘知縣，在封丘三個月即能整頓縣事，適逢上級以事發怒，其他知縣盛氣向他談及此事，他生氣得自稱生病罷官，不待報上就自行回鄉。布政使和按察使都愛惜他的才幹，下令勸諭他回任，武進的慈溪知縣薛應旂也不待報自行回鄉，也獲得還任官職，在當時屬於異數。
文大才回到封丘，更加熟習政事，晉嘉定知州，罷去貪污的茶課吏胥方便商賈；升任興化同知，三十一年（1552年）擔任鄉試同考官，之前已稱病請求退休，唯上級挽留而留任，鄉試完畢病情更為嚴峻，因此以本官致仕。回鄉後其薪俸外無貴重物品，贖回祖先賣出的百畝田及故居讓給庶弟，自己則住在縣南郊；他有知人的鑒識，泰和羅珵、曾於拱、胡直、羅時霖、楊載春、王勃，上海顧名世、屠寬、潘九哲、周思兼，嘉定周希哲、王蘊、苟延庚都是由他提拔，後世有公卿在湖廣當官，都會前來廣濟其墓前鞠躬哭泣，鄉人都感到榮耀。

## 引用
1. 1 2  同治《廣濟縣志·卷七·人物志》：文大才，字希周，宋信國公兄天禎十世孫，九歲為諸生，父早逝，事母方、祖母董色養不少怠。嘉靖辛卯舉人，壬辰會試登乙榜，署諭泰和，補上海令，除封邱令，親事甫三月，百務犁然；會當道以事怒，他令因盛氣向大才語，大才故負氣恚，移疾自罷，不待報徑歸。兩臺才之，檄郡敦諭還，是時武進薛公應旂令慈溪，亦不待報歸竟追還，皆異數也。大才還封邱，益明習振刷，晉守嘉定，嘉屬邑六向，有茶課吏胥緣為奸，大才悉剔罷，商賈便之；晉興化同知，壬子檄充房考，先是已移疾乞休，當道勉留以有成命力疾，竣事疾增劇，遂聽以本官致仕歸。俸薪外無長物，贖先世鬻田百畝及故居悉推於庶弟，卜築邑之南郊；大才有知人鑒，泰和羅珵、曾於拱、胡直、羅時霖、楊載春、王勃，上海顧名世、屠寬、潘九哲、周思兼，嘉定周希哲、王蘊、苟延庚輩從稠人中識拔，後皆為名公卿有官於楚，及取道濟者皆躬哭其墓盡哀，里人榮之。 丁未縣志